# Otto Fock

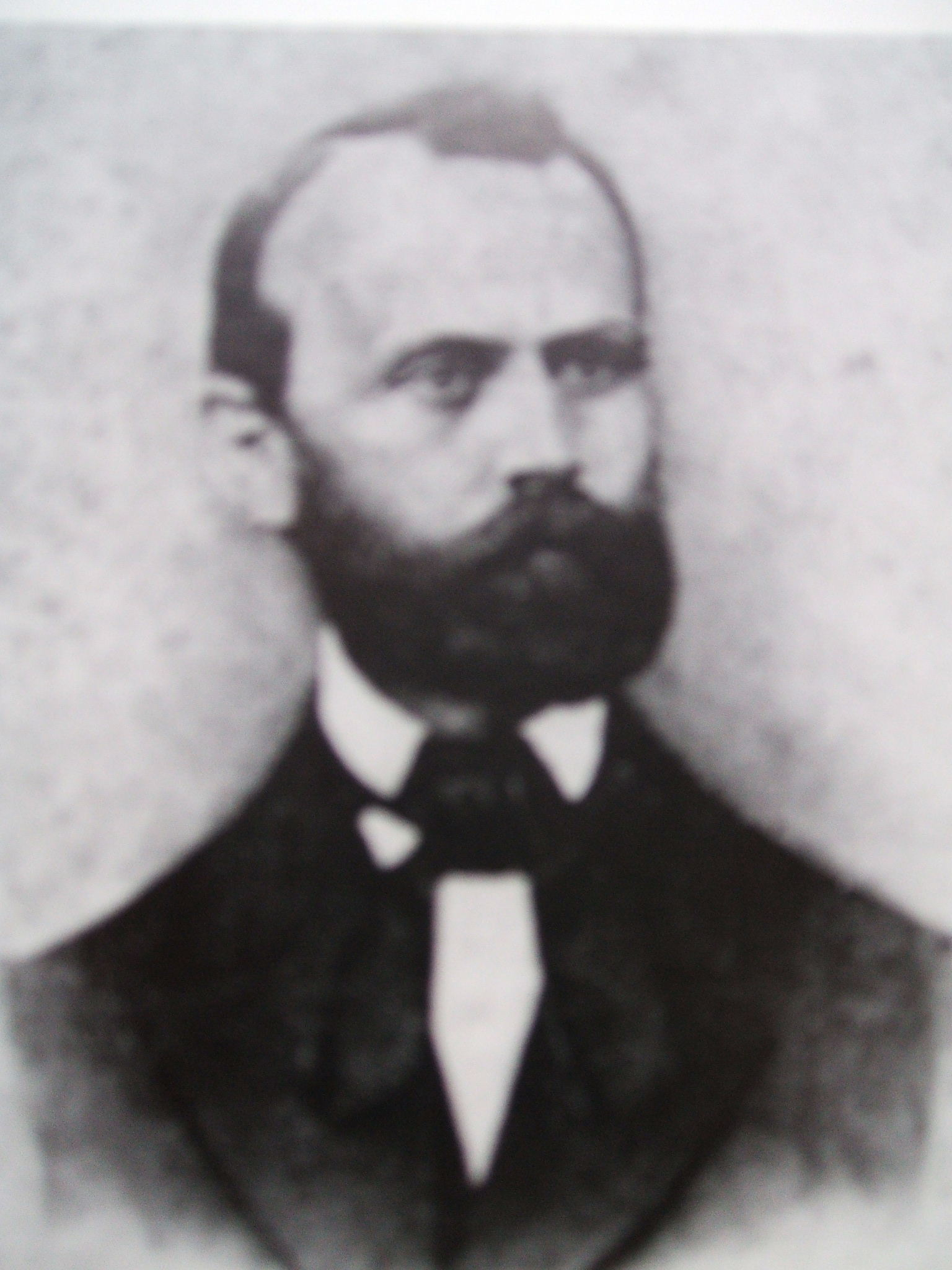
Otto Fock

Otto Fock (* 29. April 1819 in Schwarbe auf Wittow; † 24. Oktober 1872 in Stralsund; vollständiger Name Friedrich Otto Heinrich Fock) war ein deutscher evangelischer Theologe und Landeshistoriker.

## Leben
Fock wurde als Sohn eines Domänenpächters geboren. Er erhielt zunächst Privatunterricht und besuchte von 1834 bis Herbst 1837 das im Katharinenkloster Stralsund untergebrachte Sundische Gymnasium. Er studierte an der Universität Bonn und an der Universität Berlin evangelische Theologie. In Bonn wurde er 1837 Mitglied des Corps Rhenania Bonn. 1843 habilitierte er sich an der Christian-Albrechts-Universität zu Kiel, wo er bis 1848 Vorlesungen über verschiedene Gebiete der historischen Theologie hielt.
Neben kleineren Arbeiten für Zeitschriften schrieb Fock das größere Werk Der Sozinianismus. Nach seiner Stellung in der Gesammtentwicklung des christlichen Geistes, nach seinem historischen Verlauf und nach seinem Lehrbegriff dargestellt.
Fock beteiligte sich an der 1848 beginnenden Schleswig-Holsteinischen Erhebung als Redakteur der demokratischen Neuen Freien Presse und wurde 1850 zum Abgeordneten in die Schleswig-Holsteinische Landesversammlung gewählt. Infolge der Restauration der dänischen Herrschaft in Holstein verließ er Kiel und lebte zuerst bei seinem Bruder in seinem Heimatort Schwarbe, später in Prohn und schließlich Stralsund, mit literarischen Studien beschäftigt, aber durch Kränklichkeit an anstrengender Tätigkeit gehindert. In seinem Buch Schleswig-Holsteinsche Erinnerungen bezog er Stellung zur Schleswig-Holsteinschen Erhebung aus der Sicht eines demokratisch gesinnten pommerschen Patrioten.
In den letzten zwei Jahrzehnten seines Lebens widmete sich Fock der Geschichte Pommerns: Er verfasste die Rügensch-Pommersche Geschichten aus sieben Jahrhunderten in sechs Bänden. Den abschließenden siebten Band, der die Zeit ab 1678 behandeln sollte, konnte er nicht mehr vorlegen. Fock hat die Geschichte Pommerns „in auch heutzutage noch gut lesbarer Form fundiert dargestellt“ (Petrick, 2015).
Fock wurde bei Beginn seiner Rügensch-Pommerschen Geschichten zum Ehrendoktor der philosophischen Fakultät der Universität Greifswald ernannt, bei Abschluss des 6. Bandes zum Ehrenmitglied der Gesellschaft für pommersche Geschichte und Altertumskunde.
1870 erhielt Fock einen Ruf an die Universität Buenos Aires, vermittelt durch den aus Stralsund stammenden Naturwissenschaftler Hermann Burmeister, der seit 1862 in Buenos Aires wirkte. Doch konnte Fock bereits aus Krankheitsgründen dem Ruf nicht folgen. Fock starb 1872 in Stralsund.

## Schriften
- Der heilige Rock im Zusammenhang mit mehreren Erscheinungen der neueren und neuesten Zeit. Kiel 1845. (Digitalisat)
- Der Socianismus nach seiner Stellung in der Gesammtentwicklung des christlichen Geistes, nach seinem historischen Verlauf und nach seinem Lehrbegriff. Carl Schröder Comp., Kiel 1847. (Digitalisat).
- Schleswig-Holsteinische Erinnerungen, besonders aus den Jahren 1848–51. Veit & Comp., Leipzig 1863. (Digitalisat)
- Rügensch-Pommersche Geschichten aus sieben Jahrhunderten. 6 Bände. Leipzig 1861–1872. (Digitalisat UB Greifswald)
  - Band I: Rügen 1168 – Mit einer Karte des alten Rügen und einem Grundriß von Arkona. Veit & Comp., Leipzig 1861. (Digitalisat)
  - Band II: Stralsund und Greifswald im Jahrhundert der Gründung. Veit & Comp., Leipzig 1862. (Digitalisat)
  - Band III: Die Zeit der Deutsch-Dänischen Kämpfe im vierzehnten Jahrhundert bis zum Frieden von Stralsund 1370. Veit & Comp., Leipzig 1865. (Digitalisat)
  - Band IV: Innerer Zwist und blutige Fehden. Veit & Comp., Leipzig 1866. (Digitalisat)
  - Band V: Reformation und Revolution. Veit & Comp., Leipzig 1868. (Digitalisat)
  - Band VI: Aus den letzten Zeiten Pommerscher Selbständigkeit. Veit & Comp., Leipzig 1872. (Digitalisat)